# Amelie Kober
Amelie Kober (Bad Aibling, 16 de novembro de 1987) é uma oficial da Polícia Federal e snowboarder alemã. Kober foi medalhista de prata do slalom gigante paralelo nos Jogos Olímpicos de Inverno de 2006 em Turim.